# عقد 1400
عقد 1400 هو عقد امتد بين 1 يناير 1400 و31 ديسمبر 1409 بحسب التقويم الميلادي. سبقه عقد 1390 ولحقه عقد 1410.

## أحداث
- قائمة قرارات مجلس أمن الأمم المتحدة من 1401 إلى 1500 (1401)
- معركة أنقرة (1402)
- مجمع بيزا (1409)
- الغزو الإنجليزي لأسكتلندا 1400 (1400)

## مواليد
- داود باشا (1401)
- محمد بن عبد المنعم الحميري (1401)
- خوان إنغويرا (1401)
- نقولاس الكوزاني (1401)
- شارل الأول، دوق بوربون (1401)
- كريستوفر كينتارو (1401)
- بارتيموليو سكابي (1401)
- جوبان مصطفى باشا (1401)

## وفيات
- ابن عرفة (1401)
- جيفري تشوسر (1400)
- ريتشارد الثاني ملك إنجلترا (1400)
- ابن اللحام (1401)

## كتب
- Yves Denis Papin (1998). Chronologie de l'histoire ancienne. Lieu de publication non identifié: Éditions Jean-paul Gisserot. ISBN:2-87747-346-5. OCLC:40746926. مؤرشف من الأصل في 2022-03-16.
- موسوعة حضارة العالم (2002) لأحمد محمد عوف.

## روابط خارجية
- تصفح سنة بسنة عقد 1400 على موقع onthisday.com
- تصفح سنة بسنة عقد 1400 ابتداءً من سنة عقد 1400 على موقع المكتبة الوطنية الفرنسية